# 美国微生物学会
美国微生物学会（缩写ASM，曾称为美国细菌学会）是一个美国微生物学科学组织，致力于推广这些肉眼不可见的有机体的研究。ASM的会员科学家的研究领域囊括了从基础的微生物生理生化到应用的微生物相关疾病等微生物学各个领域。

## 历史

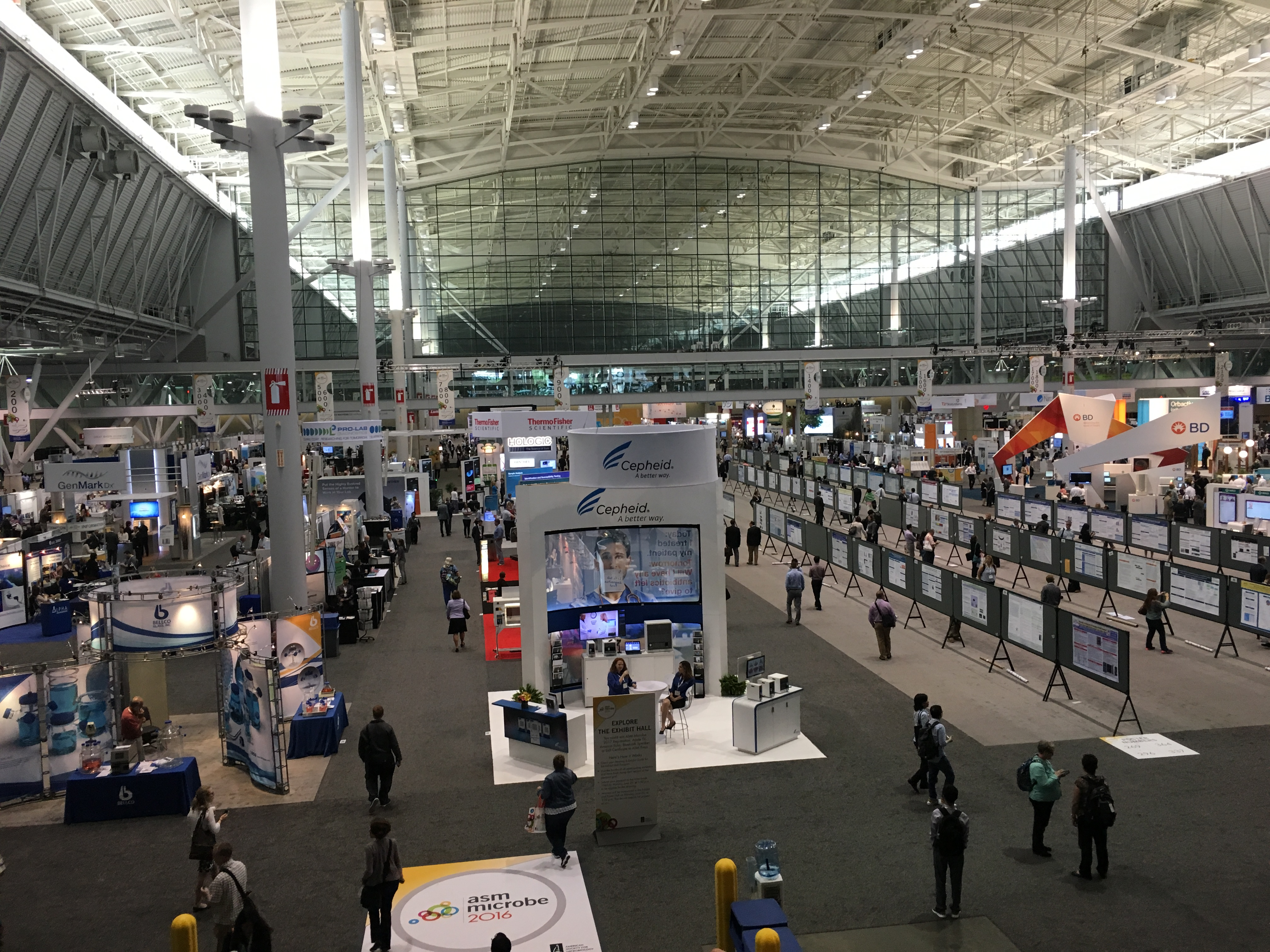
ASM於2016年在波士頓的會議

在1899年成立时，学会的名称为“美国细菌学会”（Society of American Bacteriologists），1960年12月学会更名为“美国微生物学会”（American Society for Microbiology）。

## 使命
在学会网站上列出了ASM的几大使命：
- 推进微生物科学的发展；
- 应用微生物学的研究来增进对生命过程的理解；
- 将这方面的知识贡献给社会，使其在健康、环境、经济上带来益处。

另外，ASM在其网站上也列出了几个任务：
- 举办相关的教育培训，发布公共资讯；
- 出版相关图书与杂志；
- 召开学术会议；
- 对从业人员进行认证；
- 制定专业标准与伦理规范；
- 其它推动微生物学领域的发展的事项。

## 出版物
学会出版以下14种学术杂志，几乎涵盖了微生物研究的各个领域：
- 抗菌剂与化疗（英语：Antimicrobial Agents and Chemotherapy） Antimicrobial Agents and Chemotherapy
- 应用与环境微生物学（英语：Applied and Environmental Microbiology） Applied and Environmental Microbiology
- 临床与疫苗免疫学（英语：Clinical and Vaccine Immunology） Clinical and Vaccine Immunology
- 临床微生物学评论（英语：Clinical Microbiology Reviews） Clinical Microbiology Reviews
- 真核细胞 Eukaryotic Cell
- 感染与免疫（英语：Infection and Immunity） Infection and Immunity
- 细菌学杂志（英语：Journal of Bacteriology） Journal of Bacteriology
- 临床微生物学杂志（英语：Journal of Clinical Microbiology） Journal of Clinical Microbiology
- 病毒学杂志（英语：Journal of Virology） Journal of Virology
- 分子与细胞生物学评论（英语：Microbiology and Molecular Biology Reviews） Microbiology and Molecular Biology Reviews
- 分子与细胞生物学（英语：Molecular and Cellular Biology (journal)） Molecular and Cellular Biology
- mBio（英语：mBio） mBio
- 微生物學譜（英语：Microbiology Spectrum） Microbiology Spectrum
- minireview collection of all journals